# Rabka-Zdrój

Rabka-Zdrójs vapen.

Rabka-Zdrój (tyska Bad Rabka) är en stad och en kurort i Lillpolens vojvodskap i södra Polen. Rabka-Zdrój hade 13 154 invånare år 2013.